# Mário Augusto de Almeida
Mário Augusto de Almeida (Miranda do Corvo, 28-07-1885 - Coimbra, 1929), foi presidente da câmara municipal de Coimbra entre 1926 e 1928.